# Manuel Monteiro (fadista)
Manuel Monteiro (Cimbres, 15 de maio de 1909 — Rio de Janeiro, 26 de novembro de 1990) foi um fadista português. Foi mais famoso no Brasil, onde viveu e fez carreira, do que em Portugal.
Emigrou para o Brasil no ano de 1923. O seu pai regressa a Portugal dois anos mais tarde, o que o leva a empregar-se no comércio.
Iniciou a carreira artística em 1933, apresentando-se no Programa Luso-Brasileiro, da Rádio Educadora do Brasil. Na época as rádios tinham programação de música portuguesa para atender os muitos imigrantes portugueses.
Logo nesse ano estreou-se em disco com os fados O teu olhar e O último fado, compostos por Carlos Campos. A seguir, gravou a canção Chora a cantar e Marcha das rosas.
Acompanhado de Moreira da Silva, esteve em Lisboa, Porto e Coimbra, no ano de 1939. Nesse ano, gravou Casinha modesta, Cartão postal, Todo mundo assim cantou e Amores de estudante.
Tem uma vasta obra editada em discos de 78 rotações, muito difícil de encontrar nos dias de hoje. Tem dezenas de discos lançados nas casas Odeon e Todamérica.
Alguns dos seus discos lembram a sua terra. Uma porta, uma janela é uma referência directa à sua casa de nascimento em Armamar. Também tem uma canção dedicada à sua terra natal.
Discografia
- O teu olhar/O último fado (1933) Odeon 78
- Marcha das rosas/Chora a cantar (1933) 11.015 78
- Santa Cruz/Minha bandeira (1933) 11.040 78
- Rosas divinais/Fado do Destino (1933) Odeon 78
- Rio de Janeiro/O canto do ceguinho (1933) Odeon 78
- Carta à minha mãezinha/Fado Brasil (1933) Odeon 78
- A morte da ceguinha/Paixão (1933) Odeon 78
- Heroísmo de bombeiro/Saudades de Portugal (1933) Odeon 78
- Meu Portugal/Altar do amor (1933) Odeon 78
- Corações de Portugal/Amor de um filho (1934) Odeon 78
- Minha mãezinha/Portugal pequenino (1934) Odeon 78
- Perjura/Ceifeira (1934) Odeon 78
- Troca de beijos/Fé no fado (1934) Odeon 78
- O filho da velhinha/Beijos (1934) Odeon 78
- Sentimento de fado/Odisseia de criança (1934) Odeon 78
- Salada portuguesa/Moreninha do Rancho (1934) Odeon 78
- Uma porta, uma janela/Chorando baixinho (1935) Odeon 78
- Guitarras de Portugal/Não desdenhes (1935) Odeon 78
- Ditosa pátria/Louquinho por ti (1935) Odeon 78
- João, João, João/Balãozinho multicor (1935) Odeon 78
- Minha terra/Descoberta do Brasil (1935) Odeon 78
- Serenata/Fado do Pascoal (1935) Odeon 78
- Deus/Lencinho de lágrimas (1935) Odeon 78
- Olé Carmen/Sou da folia (1935) Odeon 78
- Cachopa do meu cismar/Caravela da Saudade (1936) Odeon 78
- Aldeia pequenina/Zé Maria (1936) Odeon 78
- Portugal-Brasil/Meu missal (1936) Odeon 78
- Amei uma cachopa/Chora..., chora (1936) Victor 78
- Lisboa Antiga/Fado triste (1937) Odeon 78
- Alcachofras de São João/Fado Manoel Monteiro (1937) Odeon 78
- Salve Portugal/Amores da aldeia (1937) Odeon 78
- Eu sou turista/Nos calos não me pise! (1937) Odeon 78
- Cantando espalharei por toda parte/Oração ao sol (1938) Odeon 78
- Beijos de mãe/A igrejinha da minha aldeia (1938) Odeon 78
- Terra americana/Não vale a pena (1938) Odeon 78
- Fado do marinheiro/Vida da minha vida (1939) Odeon 78
- Casinha modesta/Cartão-postal (1939) Odeon 78
- Sete mares/Todo mundo assim cantou (1939) Odeon 78
- O meu barquinho/Alma toureira (1939) Odeon 78
- Amores de Estudante/A baratinha (1939) Odeon 78
- Serões d'aldeia/Rosas de Portugal (1940) Odeon 78
- Vira das ceifas/Até o mundo dança (1940) Odeon 78
- O mundo português/João-ninguém (1940) Odeon 78
- Glória a Portugal/Procura por aí (1940) Odeon 78
- Quinze de maio/Perdoa mãezinha (1940) Odeon 78
- Maria do Bosque/Pra que viver triste? (1940) Odeon 78
- Marinheiros/Saudades (1941) Odeon 78
- Cimbres/Fado Manoel Monteiro (1941) Odeon 78
- Gente sã/Colete encarnado (1941) Odeon 78
- Terra santa/A nossa canção (1941) Odeon 78
- Aurora do Brasil/Quando o bonde vai (1941) Odeon 78
- Cruz da saudade/Maria... não quer (1942) Odeon 78
- O nome dela é Maria/Assim é a vida, valsa (1942) Odeon 78
- Canção das descobertas/Lisboa Antiga (1943) Odeon 78
- Rosa Maria/Fado do Povo (1943) Odeon 78
- Outra valsa pra vocês/Prêmio da vitória (1943) Odeon 78
- Tudo pode acontecer/Vira, vira Maria! (1944) Odeon 78
- Pátria distante/Barquinhos... saudades (1945) Odeon 78
- Chorando baixinho/Serões da aldeia (1949) Odeon 78
- Uma porta, uma janela/Rosas de Portugal (1950) Odeon 78
- Porque te persigo/Duas cartas (1951) Todamérica 78
- Cantiga da Rua/Baião em Portugal (1951) Todamérica 78
- Acreditei/Confissão (1952) Todamérica 78
- Uma Casa Portuguesa/Madragoa (1953) Todamérica 78
- Rosinha dos Limões/Mariana (1953) Todamérica 78
- Sebastião Come Tudo (Dança portuguesa)/Olha a Mala (1953) Todamérica 78
- Sinal-da-cruz/Maria Rosa (1953) Todamérica 78
- Foi Deus/Perdida (1954) Todamérica 78
- Chaile e lenço/Zé Ninguém (1955) Todamérica 78
- Na minha aldeia/Fado das Trincheiras (1955) Todamérica 78
- Maria morena/Nem Às Paredes Confesso (1955) Todamérica 78
- O meu barquinho/Colete encarnado (1959) Todamérica 78